# 赵氏辽蟾
赵氏辽蟾（Liaobatrachus zhaoi Dong et al., 2013），中国已知最古老的蛙类，产地是中国辽宁省朝阳市北票，时代为早白垩世。相关研究成果由董丽萍等2013年发表在《PLOS ONE》上。
辽蟾属（Liaobatrachus）是在中国发现并命名的第一种中生代无尾目化石。

## 背景
滑体两栖动物与其他脊椎动物门类相比，骨骼细弱，容易腐化，难于保存为化石。
近几年，在中国辽宁西部、河北北部和内蒙古东南部的中生代地层中，发现了大量滑体两栖类化石，例如三燕丽蟾、葛氏辽蟾、东方塘螈、钟健辽西螈和奇异热河螈等。

## 外部連結
- 中国科学院古脊椎动物与古人类研究所[]